# Sixtus IV.

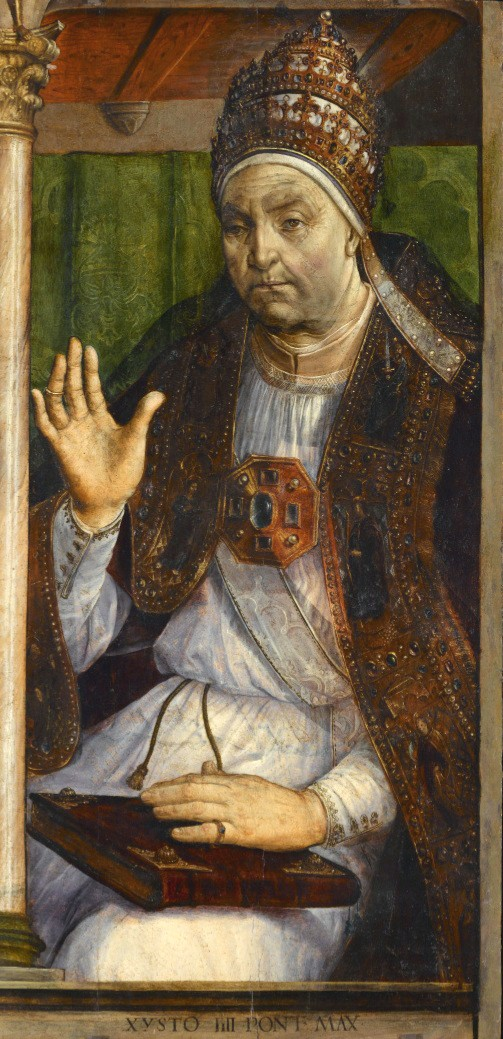
Papst Sixtus IV. (Porträt in Öl von Justus van Gent und Pedro Berruguete im Louvre, ca. 1473/75)

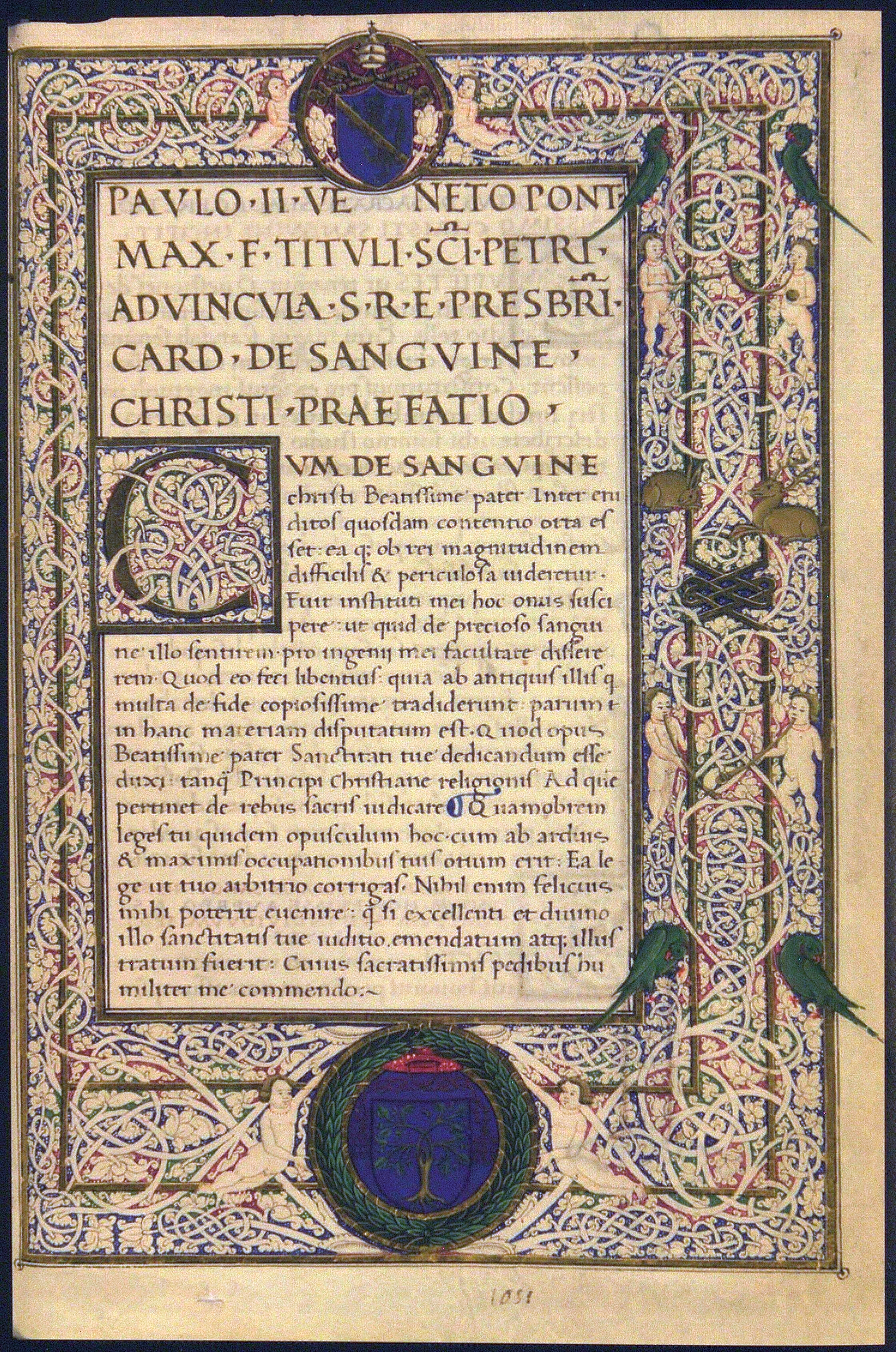
Die Vorrede des Kardinals Francesco della Rovere, des späteren Papstes Sixtus IV., zu einer Handschrift seiner Werke, die er Papst Paul II. widmete. Biblioteca Apostolica Vaticana, Vat. lat. 1051, fol. 1r

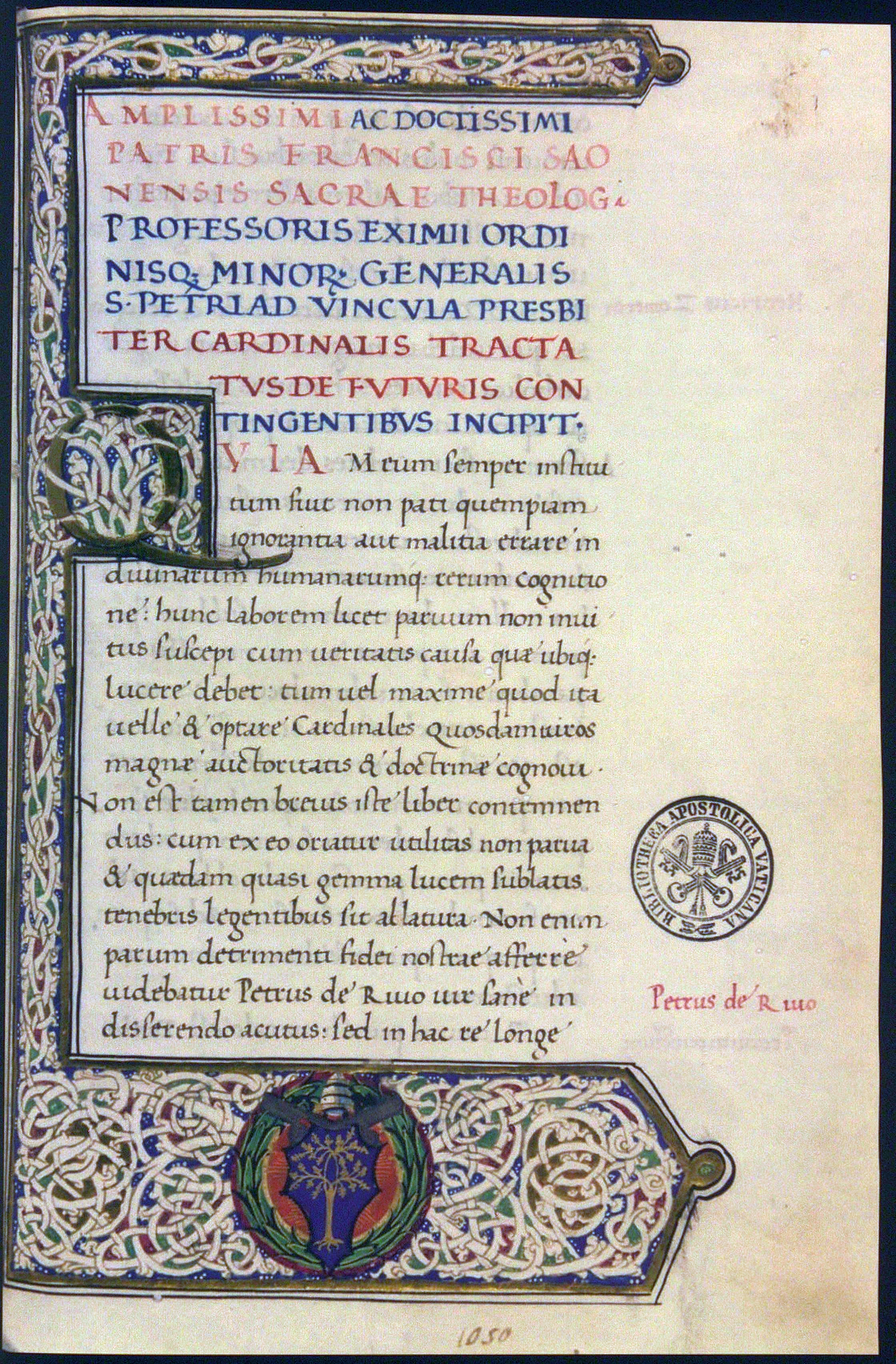
Der Anfang der Abhandlung De futuris contingentibus des Kardinals Francesco della Rovere, des späteren Papstes Sixtus IV., in der Handschrift Biblioteca Apostolica Vaticana, Vat. lat. 1050, fol. 1r (15. Jahrhundert)

Sixtus IV. (Francesco della Rovere; * 21. Juli 1414 in Celle bei Savona, Ligurien; † 12. August 1484 in Rom) war vom 9. August 1471 bis zum 12. August 1484 der 212. römisch-katholische Papst.

## Leben

### Herkunft, Jugend und Laufbahn
Der auf den Namen Francesco Getaufte entstammte einer angesehenen, jedoch armen Familie aus Ligurien. Den Namen della Rovere übernahm er später von einer Turiner Familie, mit der er nicht verwandt war. Er wurde von seiner Mutter bereits im Alter von sieben Jahren in geistliche Obhut gegeben, und als er das notwendige Alter erreicht hatte, trat er dem Franziskanerorden bei. In der Folgezeit studierte er Philosophie und Theologie in Bologna, Chieri, Padua und Savona.
Am 14. April 1444 erreichte er den Doktorgrad in Theologie an der Universität Padua. Nun betätigte sich Francesco della Rovere in der Lehre, er hielt Vorlesungen in Bologna, Florenz, Padua, Pavia, Perugia und Siena. Hierdurch weckte er unter anderem die Aufmerksamkeit von Kardinal Bessarion. Bei seinen Zeitgenossen war Francesco della Rovere wegen seiner Lehrtätigkeit und als hervorragender Prediger geschätzt.
Francesco della Rovere wurde am 19. Mai 1464 auf Grund seiner Leistungen zum Generalminister des Franziskanerordens gewählt. Am 18. September 1467 erhob ihn Papst Paul II. zum Kardinalpriester mit der Titelkirche San Pietro in Vincoli und berief ihn an die Kurie nach Rom. Von vielen Historikern wird vermutet, dass Kardinal Bessarion den Papst zu dieser Kardinalserhebung veranlasste.
Am 19. Mai 1469 trat er von seinen Leitungsfunktionen bei den Franziskanern zurück, um sich den Aufgaben innerhalb der Kurie widmen zu können. In dieser Zeit verfasste er viele theologische Abhandlungen, so auch die beiden Traktate De potentia Dei und De sanguine Christi.

### Pontifikat

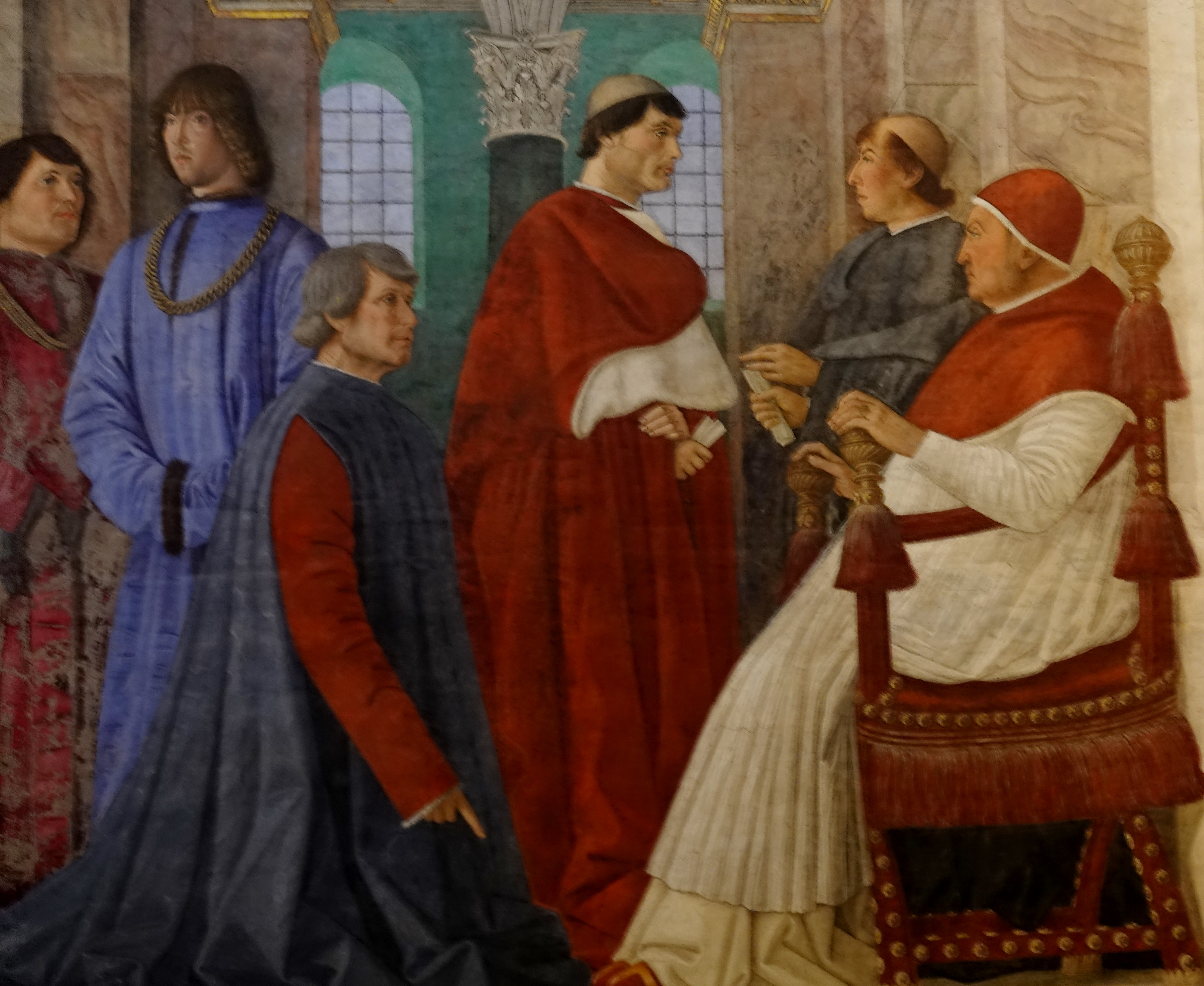
Papst Sixtus IV. (re.) ernennt Bartolomeo Platina (kniend) zum Präfekten der Vatikanischen Bibliothek (Ausschnitt des Gemäldes von Melozzo da Forli, 1477)

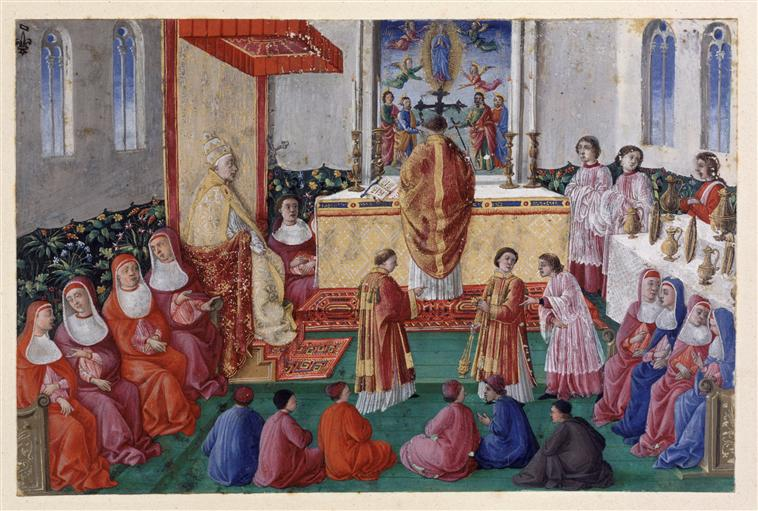
Sixtus IV. (li. unter dem Baldachin) bei einer Hl. Messe in der Sixtinischen Kapelle (Illuminierte Handschrift, 15. Jh.)

Am 9. August 1471 wurde er nach dreitägigem Konklave überraschend zum neuen Papst gewählt. Das Kardinalskollegium hatte ihm vor seiner Ernennung jedoch verschiedene Wahlkapitulationen abgefordert. Die Namenswahl bezieht sich auf den altrömischen Märtyrer Sixtus II., an dessen Festtag das Konklave begann. Hatte man von dem Ordensgeneral zunächst eine Neubesinnung auf pastorale Leitwerte erwartet, so zeigte sich während seines Pontifikats sehr bald, dass Papst Sixtus IV. ein ausschweifender Nepotist war.
Bereits am 16. Dezember 1471 ernannte Papst Sixtus IV., entgegen den Vereinbarungen der Wahlkapitulationen, zwei seiner Neffen, Pietro Riario und Giuliano della Rovere, den späteren Papst Julius II., zu Kardinälen und einen weiteren, Girolamo Riario, zum Generalkapitän der Kirche. Auch weitere weltliche Ämter im Kirchenstaat wurden mit Verwandten besetzt. Im Jahr 1477 folgte als Kardinal noch der Sohn einer Schwester Girolamos, Raffaele Sansoni-Riario. In seinem dreizehnjährigen Pontifikat ernannte er 34 Kardinäle, darunter neben den Genannten noch die weiteren Verwandten Girolamo Basso della Rovere, Cristoforo della Rovere und Domenico della Rovere. Die übrigen Kardinalsernennungen betrafen Repräsentanten der Höfe von Frankreich, Kastilien, Portugal, Neapel und Mailand, ebenso wie Vertreter des römischen, genuesischen und venezianischen Adels. Das Heilige Kollegium hatte zum Zeitpunkt seiner Papstwahl insgesamt 25 Kardinäle umfasst.
1473 wollte der Papst aus Anlass der Vermählung Girolamo Riarios mit Caterina Sforza das kirchliche Lehen Imola einziehen und an Riario weitergeben; als Vorwand dienten ihm der Lehenszins, den Taddeo Manfredi angeblich schuldig geblieben war. Manfredi hatte die Stadt jedoch bereits 1471 heimlich an die in Mailand regierenden Sforza abgetreten. Der als Kardinallegat 1474 zu den Sforza gesandte Pietro Riario konnte erreichen, dass die Mailänder ihre Ansprüche gegen die Zahlung von 40.000 Dukaten an Girolamo zu verkaufen bereit waren; das Geld hierfür sollten die Pazzi und die Medici vorstrecken. Da Florenz ebenfalls Anspruch auf Imola erhoben hatte, verweigerte Lorenzo de’ Medici seine Beteiligung am Kredit und forderte die Pazzi auf, sich ebenfalls den päpstlichen Wünschen zu verweigern. Tatsächlich kam der Kredit mit anderen Geldgebern, aber unter Beteiligung der Pazzi zustande.
Im Sommer 1474 geriet Sixtus von neuem in einen Konflikt mit den Florentinern, als er die Stadt Città di Castello beanspruchte, die den Florentinern von Papst Eugen IV. zur Begleichung seiner Schulden überlassen worden war. Der Neffe Giuliano della Rovere, der nach dem Tode Pietro Riarios Anfang des Jahres dessen Platz eingenommen hatte, wollte die Stadt für seinen Bruder Giovanni. Der Streit konnte erst durch das Eingreifen Federico da Montefeltros (Heerführer des Papstes, den er während der Auseinandersetzungen zum Herzog von Urbino erhob) geschlichtet werden, der Niccolò Vitelli, der die Stadt bis dahin für Florenz gehalten hatte, zur Aufgabe überreden konnte.
Zu neuen Auseinandersetzungen mit Florenz führten die anstehenden Besetzungen der Bistümer Florenz und Pisa. Dem vom Papst zum Erzbischof von Pisa eingesetzten Francesco Salviati wurde – da die Florentiner das Vorschlagsrecht besaßen und den Kandidaten des Papstes ablehnten – der Zugang nach Pisa verwehrt.
Salviati, ein enger Vertrauter des Nepoten Girolamo Riario, setzte gemeinsam mit diesem und Francesco de’ Pazzi eine Verschwörung ins Werk, die einen Machtwechsel in Florenz herbeiführen sollte. Dieser Umsturzversuch, der als Pazzi-Verschwörung in die Geschichte eingegangen ist, fand die ausdrückliche Billigung des Papstes, wie der in Diensten des Papstes stehende Condottiere Giovan Battisto Montesecco später in seinem Geständnis angab. Dabei sollten Lorenzo de’ Medici und sein Bruder Giuliano „entfernt“ werden und Pazzi sowie Riario die Macht in Florenz übernehmen. Montesecco, der zur Mitwirkung am Umsturz vorgesehen war, weigerte sich zunächst und bestand darauf, vom Papst persönlich die Anordnung dazu zu erhalten. Daraufhin kam es zu einer Unterredung Monteseccos mit Sixtus, an der neben Salviati auch Riario teilnahm. Riario verlangte dabei sogar vom Papst vorsorglich die Absolution für die geplanten Morde. Dies lehnte der Papst – unter Hinweis auf sein Amt – ab, eher ließ er den Verschwörern schließlich freie Hand bei der Wahl ihrer Mittel.
Zunächst sollte Lorenzo nach Rom vorgeladen werden, wo man ihn festnehmen wollte, während gleichzeitig sein Bruder in Florenz ermordet werden sollte. Als dies nicht gelang, reisten die Verschwörer nach Florenz und verübten am 26. April 1478 im Dom zu Florenz das Attentat. Giuliano wurde getötet, Lorenzo konnte verletzt entkommen. Salviati, der versucht hatte, den Palast der Signoria zu besetzen, wurde festgesetzt und noch am selben Tag an einem der Fenster des Regierungspalastes gehängt.
In der Folge verlangte Sixtus die Auslieferung Lorenzos, um den Umsturz doch noch herbeizuführen, konnte sie aber trotz Bann und Interdikt gegen Florenz nicht erzwingen. Letztlich schafften der Fall Otrantos, das 1480 von den Türken erobert wurde, und die daraus folgende Einsicht, dass die Einheit Italiens im Kampf gegen die Türken erforderlich wäre, eine Aussöhnung zwischen Florenz und dem Papst.
Sixtus setzte alles daran, seinem Nepoten Girolamo Riario, der mittlerweile die Herrschaften Imola und Forlí erhalten hatte, zu weiteren Herrschaftserwerbungen zu verhelfen. Sein Begehren richtete sich zunächst auf Faenza, Ravenna und Rimini. 1481 hatte der Papst außerdem ein Abkommen mit Venedig geschlossen, das sich gegen Ercole I. d’Este, Herzog von Ferrara, richtete. Die Venezianer wollten den Herzog vertreiben und sich seinen Besitz einverleiben, der Papst aber beabsichtigte lediglich, sich der Venezianer zur Vertreibung des d’Este zu bedienen, um Ferrara anschließend Girolamo zuschanzen zu können. Wie schon Calixt III. streckte er noch seine Hände nach dem Königreich Neapel aus, um es für seine Familie zu gewinnen; auch hier sollte ihm Venedig hilfreich zur Hand gehen. Doch zum Ärger des Papstes fand Ercole im sich 1482 entsponnenen Ferraresischen Krieg, der bald ganz Italien in ein Schlachtfeld verwandeln sollte, auf allen Seiten Verbündete, die sich dem Expansionsdrang Sixtus’ widersetzten.
In Rom war es zuvor zu bürgerkriegsähnlichen Auseinandersetzungen zwischen den Faktionen der Savelli und Colonna mit den Orsini gekommen; die seit langem bestehende Feindschaft zwischen den beiden Gruppierungen war durch einen Fall von Blutrache erneut zum Ausbruch gelangt und wurde mit dem Ferraresischen Krieg neu angefacht. Die neapolitanischen Truppen, die Ercole gegen die Venezianer unterstützen sollten, waren am Durchzug durch Latium gehindert worden und wandten sich nun in Richtung Rom, während die Flotte Ferrantes Ostia blockierte. Marodierende Truppen der Colonna und Savelli (deren einige Ferrante als Condottiere dienten) verwüsteten nicht nur die Umgebung Roms, sondern drangen sogar in die Stadt selbst ein, um zu morden und zu plündern.
Als Sixtus schließlich vom noch in seinen Diensten verbliebenen Prospero Colonna die Übergabe der Herrschaften, die die Colonna zum Dank für die Unterstützung gegen die Türken bei Otranto 1480 von Ferrante erhalten hatten, verlangte, wechselte auch dieser ins neapolitanische Lager. Sixtus hatte in der Zwischenzeit seine Truppen – auch aus Angst vor einem Aufstand der Römer – in der Stadt zusammengezogen; als Roberto Malatesta endlich Verstärkung aus Venedig heranführte, kam es im August bei Campo Morto in den Pontinischen Sümpfen zur Schlacht, die die Papsttruppen für sich entscheiden konnten.
Malatesta kehrte nach Rom zurück, starb dort jedoch schon zwei Wochen später – am 10. September 1482 – an Malaria, von der er auf dem Feldzug befallen worden war. Malatesta war zwar Verbündeter des Papstes gewesen, aber auch Herrscher von Rimini, und sein Erbe Pandolfo Malatesta war noch ein Kind; Sixtus beschloss, für seinen Nepoten zuzugreifen. Nur der raschen Intervention Florenz’ war es zu verdanken, dass der eilig in Marsch gesetzte Girolamo Riario hier erfolglos blieb.
Auch der Sieg bei Campo Morto zeitigte nicht den gewünschten Erfolg für Sixtus: Nicht nur, dass sich zahlreiche Städte in Latium nach wie vor in der Gewalt der Neapolitaner befanden, auch die Unterstützung Ferraras verstärkte sich – Kaiser Friedrich, der sich Ferraras angenommen hatte, drohte Sixtus mit der Absetzung durch ein Konzil. So musste Sixtus schließlich am 28. November 1482 einen Waffenstillstand unterzeichnen, der ausdrücklich die Beschränkung Venedigs und die Erhaltung Ferraras vorsah. Sixtus ließ seinen vorherigen Verbündeten Venedig fallen, das er der Schuld an dem Krieg bezichtigte, und schloss ein neues Bündnis mit Neapel gegen Venedig.
Die Auseinandersetzungen zwischen den Orsini und den Colonna gingen allerdings, vom Papst bestärkt, weiter. Die die Colonna betreffenden Vereinbarungen des Bündnisses hatte Sixtus außer Kraft gesetzt, um sich ihre Besitzungen aneignen zu können. Im Januar 1484 begann so neuerlich ein Krieg zwischen Orsini und Colonna. Girolamo Riario erpresste Kirchen und päpstliche Kollegien, um den Raubzug finanzieren zu können. Zunächst ergaben sich Gaetani und Capranica, doch bei der Belagerung von Palliano setzten dessen Verteidiger unter Prospero Colonna dem Nepoten so zu, dass dieser aus Rom Unterstützung erbitten musste.
Doch in der Zwischenzeit hatten die italienischen Mächte, des Krieges gegen Venedig überdrüssig, eigenmächtig einen für Venedig günstigen Frieden abgeschlossen. Sixtus, der sich von einem Sieg über Venedig einen finanziellen Gewinn erhofft hatte, wurde am 11. August 1484 von dem Waffenstillstand in Kenntnis gesetzt; am folgenden Tag verstarb er über einen Tobsuchtsanfall an einem Schlaganfall.
Sixtus wurde zunächst in einer Seitenkapelle von Alt St. Peter beigesetzt. Sein Grabmal schuf der italienische Bildhauer Antonio Pollaiuolo im Auftrag von Giuliano della Rovere, dem Neffen von Sixtus, der ihm 1503, zehn Jahre nach der Vollendung des Grabmals als Julius II. im Papstamt nachfolgte. Entgegen dem letzten Willen des verstorbenen Papstes, der sich eine flache Bodenplatte gewünscht hatte, ist das Grabmal aus Bronze reich mit Verkörperungen der Tugenden und der Künste geschmückt. Nach dem Abbruch von Alt St. Peter wurden beide Päpste 1605 in ein gemeinsames Grab in der Sakristei des Petersdoms umgebettet, dort ist heute die leere Grabanlage zu besichtigen. Das Grab von Sixtus und Julius II. befindet sich seit 1926 unter einer Marmortafel im nordwestlichen Teil des Petersdoms.

## Kulturelles und theologisches Wirken
Unter Papst Sixtus IV. wurde zwischen 1475 und 1483 die nach ihm benannte Sixtinische Kapelle im Vatikan erbaut. Sie wurde am 15. August 1483 der Unbefleckten Empfängnis geweiht. Auf ihn geht die Umwandlung der Stadt Rom in eine prächtige Renaissancestadt zurück.
Sixtus war zeit seines Lebens ein entschiedener Verfechter der Lehre von der Unbefleckten Empfängnis Mariens. So publizierte er am 4. September 1483 die päpstliche Bulle Grave nimis. Die Bulle erklärte die Freiheit Mariens von der Erbsünde im Augenblick ihrer Empfängnis.
Im Jahr 1478 erklärte Sixtus die Dekrete des Konzils von Konstanz für ungültig, die den Vorrang des Konzils vor dem Papst bestimmt hatten. Vor allem in Deutschland wuchs der Unwillen über die finanziellen Forderungen Roms. 1479 sandte die Synode von Koblenz eine Liste von Beschwerden (gravamina) an die Kurie.
Durch die Bulle Exigit sincerae devotionis affectus vom 1. November 1478, erlaubte er Ferdinand V. und Isabella I. von Kastilien in ihren Herrschaftsgebieten Inquisitoren zu ernennen. Dies gilt als der Beginn der Spanischen Inquisition.

## Beurteilung
Der zeitgenössische Senatsschreiber Stefano Infessura schrieb in seinem Diario della città di Roma (Römisches Tagebuch) über Sixtus, dass „keine Liebe zu seinem Volk in ihm gewesen sei, nur Wollust, Geiz, Prunksucht, Eitelkeit; aus Geldgier habe er alle Ämter verkauft, mit Korn gewuchert, Abgaben auferlegt, das Recht feilgeboten; treulos und grausam hat er zahllose Menschen durch seine Kriege umgebracht.“ Den Tag von Sixtus’ Tod nannte er den „glückseligsten Tag, an welchem Gott die Christenheit aus den Händen eines solchen Mannes erlöste“. Infessura gilt als einer der entschiedensten antiklerikalen Kritiker des Papsttums in jener Zeit – es war auch Infessura, der dem Papst unverblümt Homosexualität vorwarf und ihm vorhielt, vor allem seine Lustknaben zu Kardinälen zu erheben. Der Vorwurf, seine Homosexualität habe die Kardinalskreierungen beeinflusst, ist nicht belegt.
Sixtus betrieb einen ausufernden Nepotismus mit dem Ziel, seinen engsten Verwandten ein erbliches Herzogtum zu sichern. Er schuf die Voraussetzung, dass dies nach dem Tode von Guidobaldo da Montefeltro mit Urbino tatsächlich gelang. Seine Verwandten wurden zudem großzügig mit Lehen des Kirchenstaates, Benefizien und Pfründen bedacht. Darüber schrieb Vespasiano da Bisticci später: „Es hätte diese Wahl beinahe zum Niedergang der Kirche des Herrn geführt“.
Mit der Kardinalserhebung seines Neffen Giuliano della Rovere legte Sixtus IV. den Grundstein für dessen weitere Laufbahn: Im Jahre 1503 bestieg dieser als Julius II. den Thron Petri.

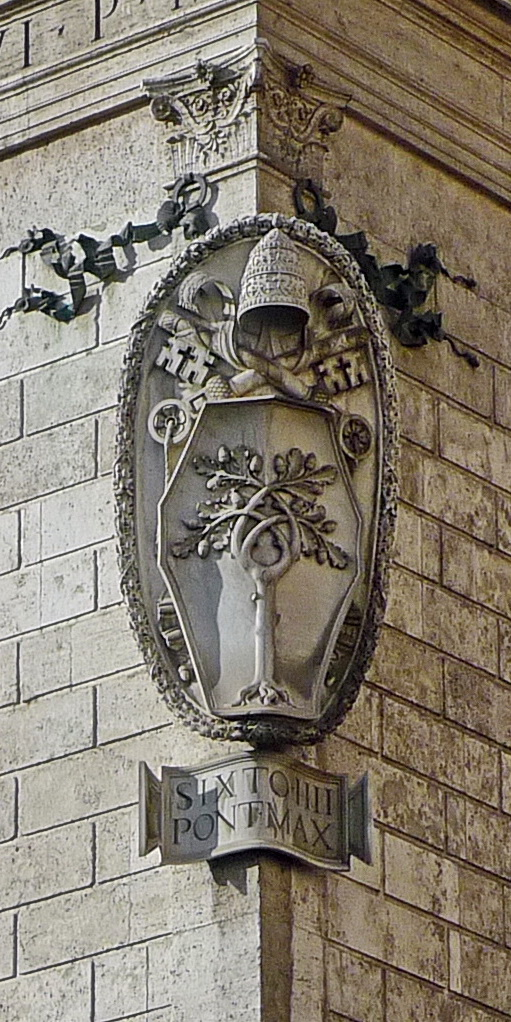
Wappen von Papst Sixtus IV. am Palazzo della Cancelleria

## Wappen
Als Papstwappen übernahm Sixtus IV., wie die meisten Renaissance-Päpste, einfach das seiner Familie, also der Della Rovere. Es zeigt in ungeteiltem Schild eine goldene Traubeneiche mit zwölf Eicheln auf blauem Grund ("rovere" = ital. Traubeneiche).

## Trivia
Papst Sixtus IV. soll im Rom des 15. Jh. öffentliche Bordelle errichten lassen haben. Die Einkünfte daraus seien dem Heiligen Stuhl zugutegekommen.